# Episodi di Un detective in corsia (ottava stagione)
L'ottava e ultima stagione della serie televisiva Un detective in corsia, composta da 22 episodi, è stata trasmessa sul canale statunitense CBS dal 12 ottobre 2000 all'11 maggio 2001.
In Italia è stata trasmessa su Canale 5 nel 2002.
| nº | Titolo originale                  | Titolo italiano                            | Prima TV USA     | Prima TV Italia |
| -- | --------------------------------- | ------------------------------------------ | ---------------- | --------------- |
| 1  | Death By Design                   | Stessa mano omicida                        | 12 ottobre 2000  | 2002            |
| 2  | Blind Man's Bluff                 | Mosca cieca                                | 19 ottobre 2000  | 2002            |
| 3  | Sleight-of-Hand                   | Il prestigiatore                           | 12 ottobre 2000  | 2002            |
| 4  | By Reason of Insanity             | Infermità mentale                          | 2 novembre 2000  | 2002            |
| 5  | The Patient Detective             | Il paziente detective                      | 9 novembre 2000  | 2002            |
| 6  | The Cradle Will Rock              | Il tranello                                | 16 novembre 2000 | 2002            |
| 7  | Hot House                         | La casa che scotta                         | 30 novembre 2000 | 2002            |
| 8  | All Dressed Up and Nowhere to Die | Nessun posto dove morire                   | 7 dicembre 2000  | 2002            |
| 9  | Confession                        | La confessione                             | 4 gennaio 2001   | 2002            |
| 10 | Playing God                       | Oltre il limite                            | 11 gennaio 2001  | 2002            |
| 11 | Less Than Zero                    | Meno di zero                               | 18 gennaio 2001  | 2002            |
| 12 | Sins of the Father (Part 1 & 2)   | Le colpe del padre (prima e seconda parte) | 2 febbraio 2001  | 2002            |
| 13 | Sins of the Father (Part 1 & 2)   | Le colpe del padre (prima e seconda parte) | 9 febbraio 2001  | 2002            |
| 14 | You Bet Your Life                 | Scommettere la vita                        | 16 febbraio 2001 | 2002            |
| 15 | Bachelor Fathers                  | Ragazzi padri                              | 23 febbraio 2001 | 2002            |
| 16 | Being of Sound Mind               | Il testamento                              | 2 marzo 2001     | 2002            |
| 17 | Dance of Danger                   | La danza del pericolo                      | 30 marzo 2001    | 2002            |
| 18 | The Red's Shoes                   | Scarpette rosse                            | 20 aprile 2001   | 2002            |
| 19 | No Good Deed                      | Nessuna buona azione                       | 27 aprile 2001   | 2002            |
| 20 | Deadly Mirage (Part 1 & 2)        | Solo per denaro                            | 4 maggio 2001    | 2002            |
| 21 | Deadly Mirage (Part 1 & 2)        | La convalescenza                           | 4 maggio 2001    | 2002            |
| 22 | The Blair Nurse Project           | Il fantasma dell'ospedale                  | 11 maggio 2001   | 2002            |